# Virgilio Nicoli
Virgilio Nicoli (Pola, 2 febbraio 1920 – ...) è stato un calciatore italiano, di ruolo attaccante.

## Caratteristiche tecniche
Giocava come centravanti.

## Carriera
Dal 1938 al 1941 ha giocato nella Monfalconese in Serie C; nella stagione 1941-1942 ha giocato in Serie B con il Vicenza, esordendo nella serie cadetta il 26 ottobre 1941 in Pisa-Vicenza (1-4). Nel corso della stagione ha segnato complessivamente 3 gol (nelle partite casalinghe contro Reggiana, Pescara e Pisa) in 13 presenze, contribuendo alla promozione in Serie A dei berici. Ha fatto parte della rosa dei biancorossi anche nella stagione 1942-1943, esordendo in Serie A il 13 dicembre 1942 in Vicenza-Bologna (0-1), in quella che risulterà essere la sua unica presenza stagionale. Durante la Seconda guerra mondiale è tornato al Monfalcone, con cui ha segnato 3 gol in 8 presenze nel Campionato Alta Italia. Dopo la guerra ha giocato per una stagione in Serie C nel Trento (16 presenze e 3 gol) e successivamente per una stagione in Serie B con la SPAL, nella quale ha segnato 3 gol in 10 presenze. Successivamente è passato al Foggia, con la cui maglia ha messo a segno complessivamente 42 gol in Serie C, che fanno di lui il giocatore che ha segnato più gol in terza serie con la maglia della squadra rossonera, con la quale gioca anche in IV Serie dal 1952 al 1954 segnando 3 gol in 19 presenze in questa categoria.

## Palmarès

### Club

#### Competizioni nazionali
- Serie C: 1

Foggia: 1947-1948
- IV Serie: 1

Foggia: 1953-1954